# Grafschaft
Grafschaft è un comune di 10 990 abitanti della Renania-Palatinato, in Germania.
Appartiene al circondario (Landkreis) di Ahrweiler (targa AW).